# 枋橋頭七十二庄天門宮
枋橋頭七十二庄天門宮，位於臺灣中部彰化縣社頭鄉，是社頭地區三間天門宮之一（舊社天門宮、崙仔庄天門宮），2012年公告為三級古蹟。為彰化枋橋頭七十二庒媽祖信仰聯庄組織中的中心寺廟。早年聯庄組織角頭無建廟宇供奉自己庄內媽祖則都暫奉枋橋頭天門宮，庄內有慶典時再請回。

## 歷史沿革
遠在兩百多年前有一位做蒸籠的生意人佩戴聖母香火在身上庇護，來到枋橋頭因內急將香火掛於廁所外籬笆因枋橋頭地形為「船腹地」香火獲地脈精靈，大顯神威發出亮光因而決定將香火留於枋橋頭救世，經地方信眾發起建廟將香火奉祀。
創建於清乾隆20年(西元1755年)原名枋橋頭天后宮共歷經十一位住持其中九位為和尚。嘉慶3年改建落成，廟中存有嘉慶年間「海國安瀾」木匾。清光緒16年欲改往鹿港天后宮進香，遂改名為枋橋頭天門宮，往後即每隔十二年就到鹿港天后宮進香（民國九O年代改為每隔十年即到鹿港進香且依循往例連三年進香）一直延續至今仍無間斷，民國48年(1959)經兩縣八鄉鎮共七十二庄善心人士研商組織祭祀委員會，募捐在原地重建即現有天門宮，民國50年竣工落成，民國52年舉行建廟完成「祈安慶成」大典，神威更顯赫，香火鼎盛至今。

## 祭祀
正殿主祀天上聖母，中龕供奉神農大帝與武財神，左龕奉祀文昌帝君，右龕供奉註生娘娘。右邊廂房的湧泉岩供奉觀音菩薩

## 圖片

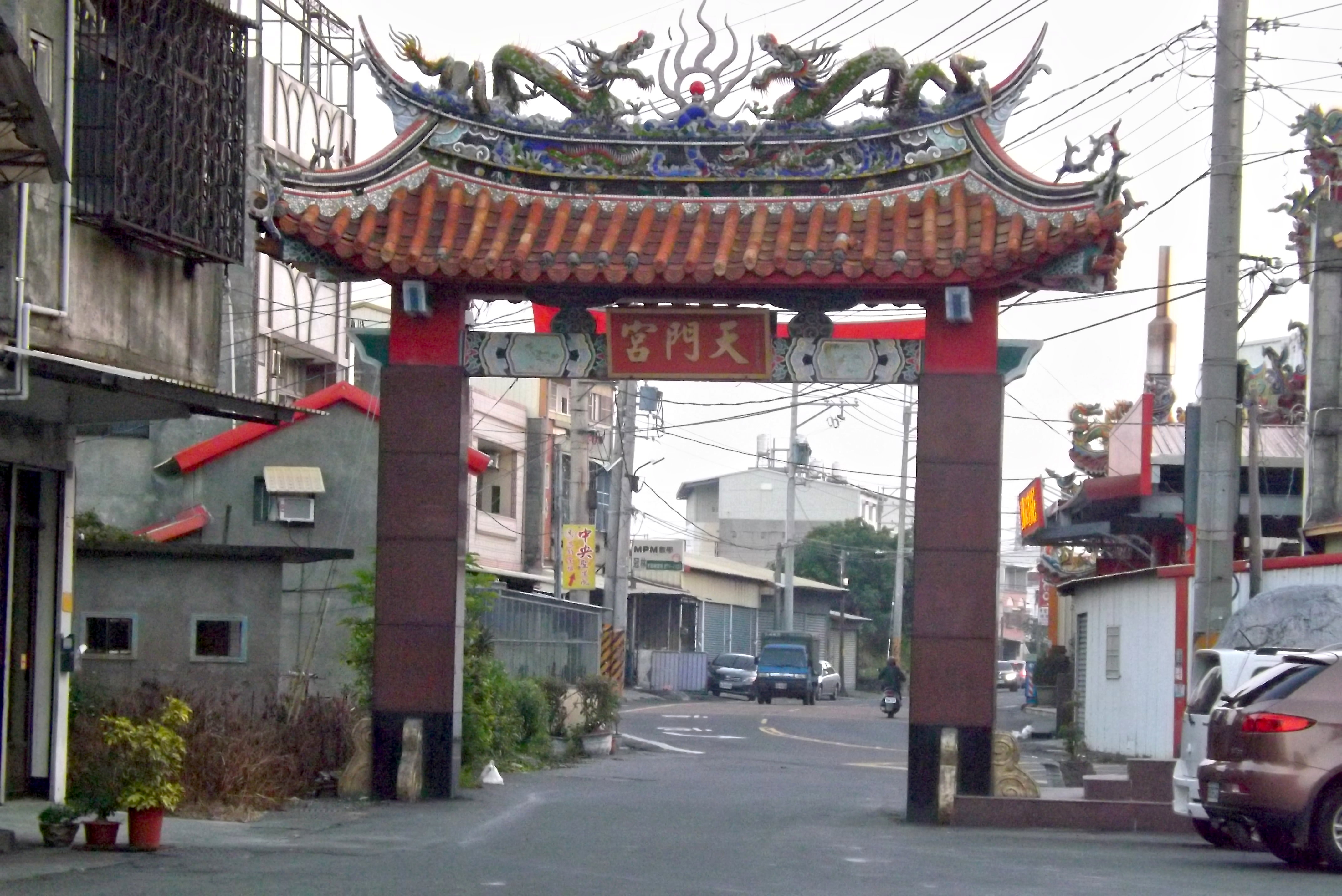
天門宮牌樓
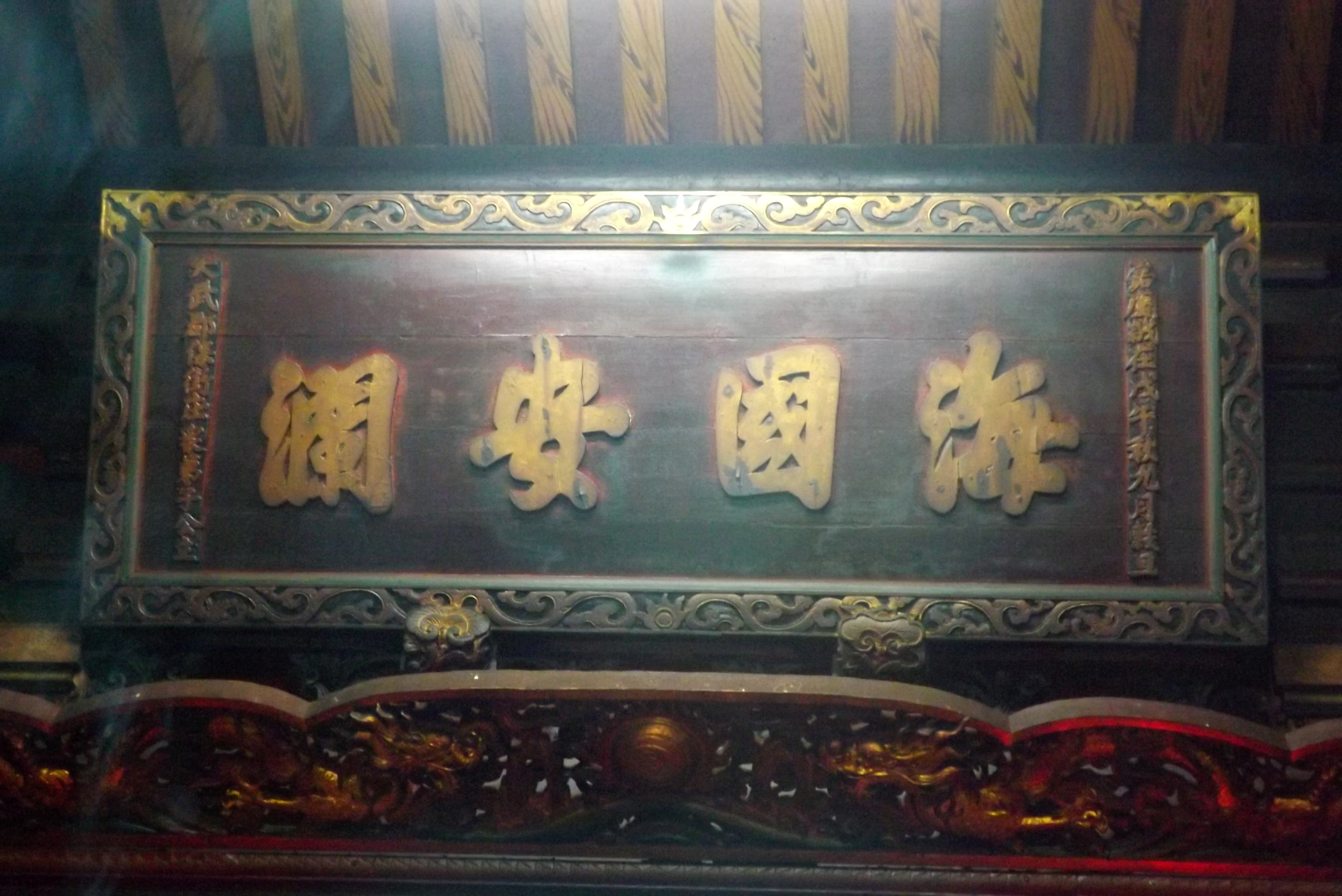
天門宮牌匾
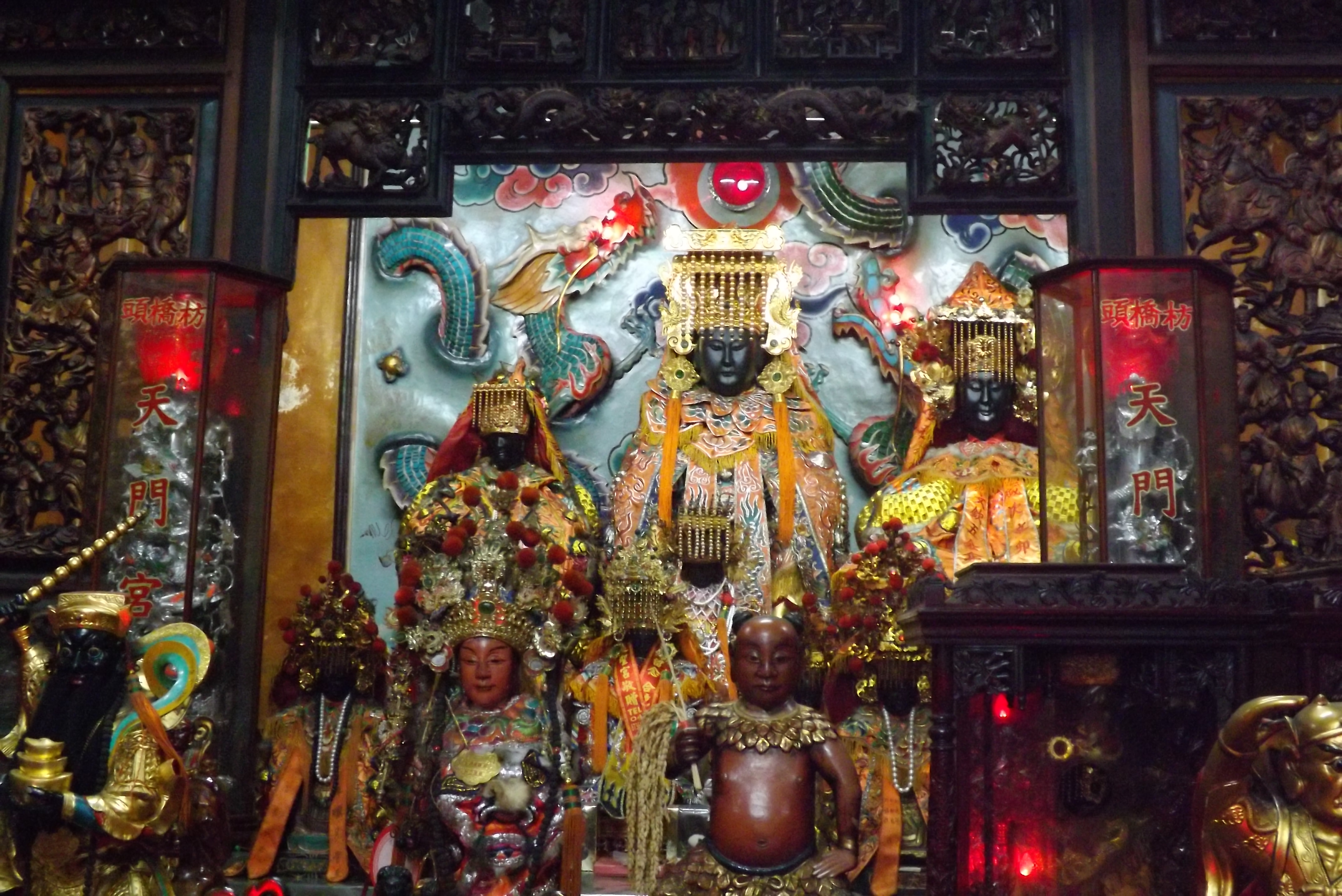
天門宮內部
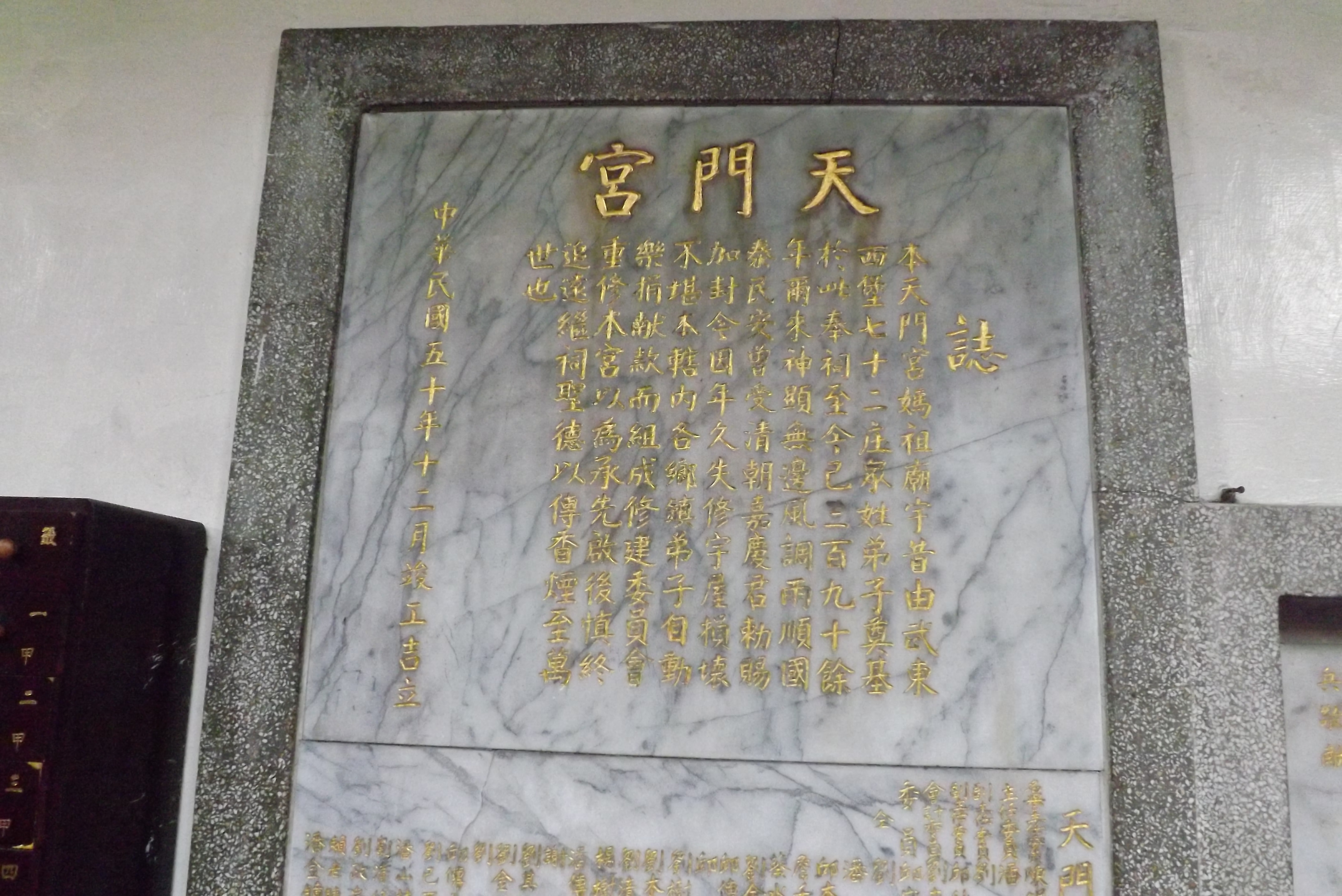
天門宮沿革碑
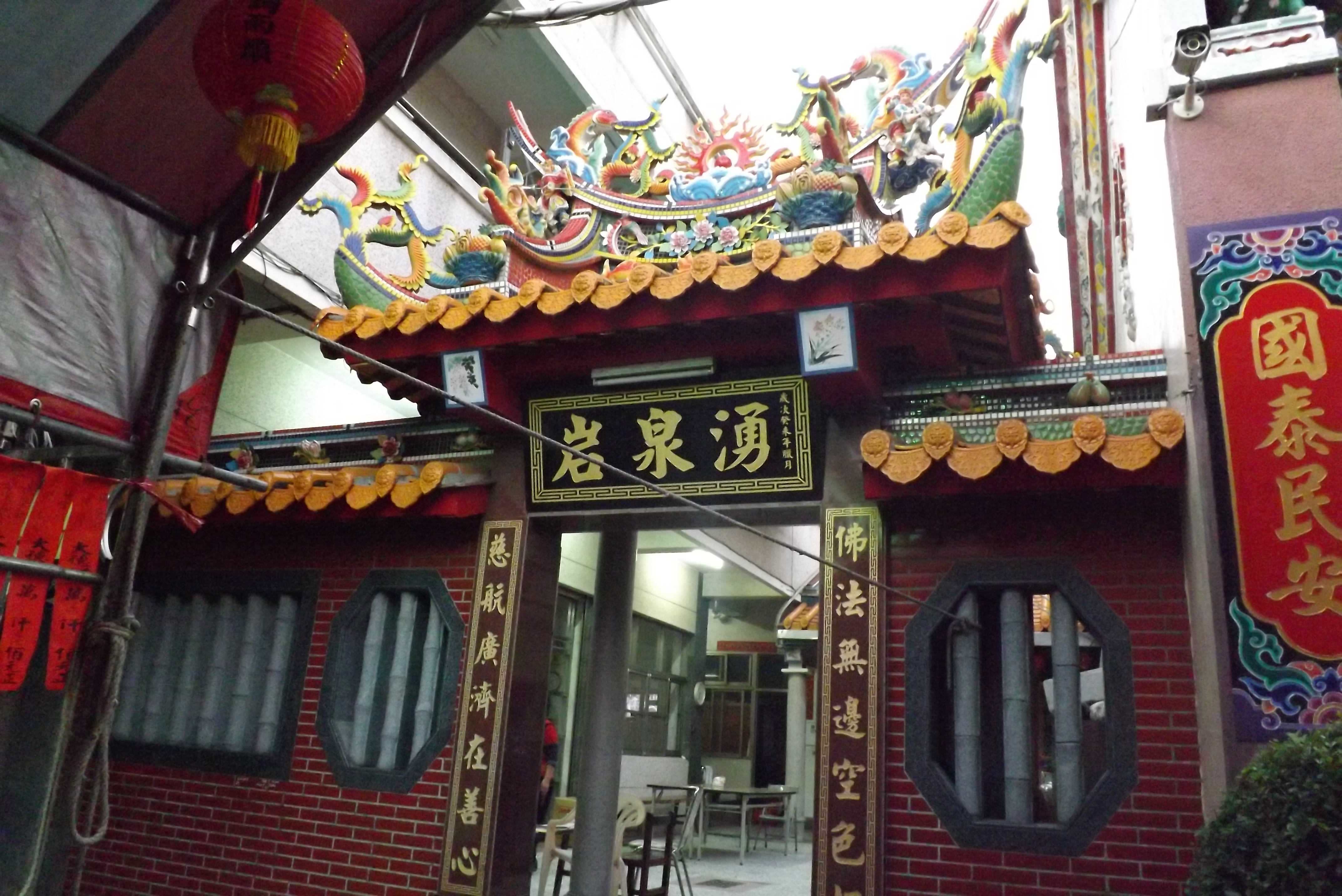
天門宮湧泉岩
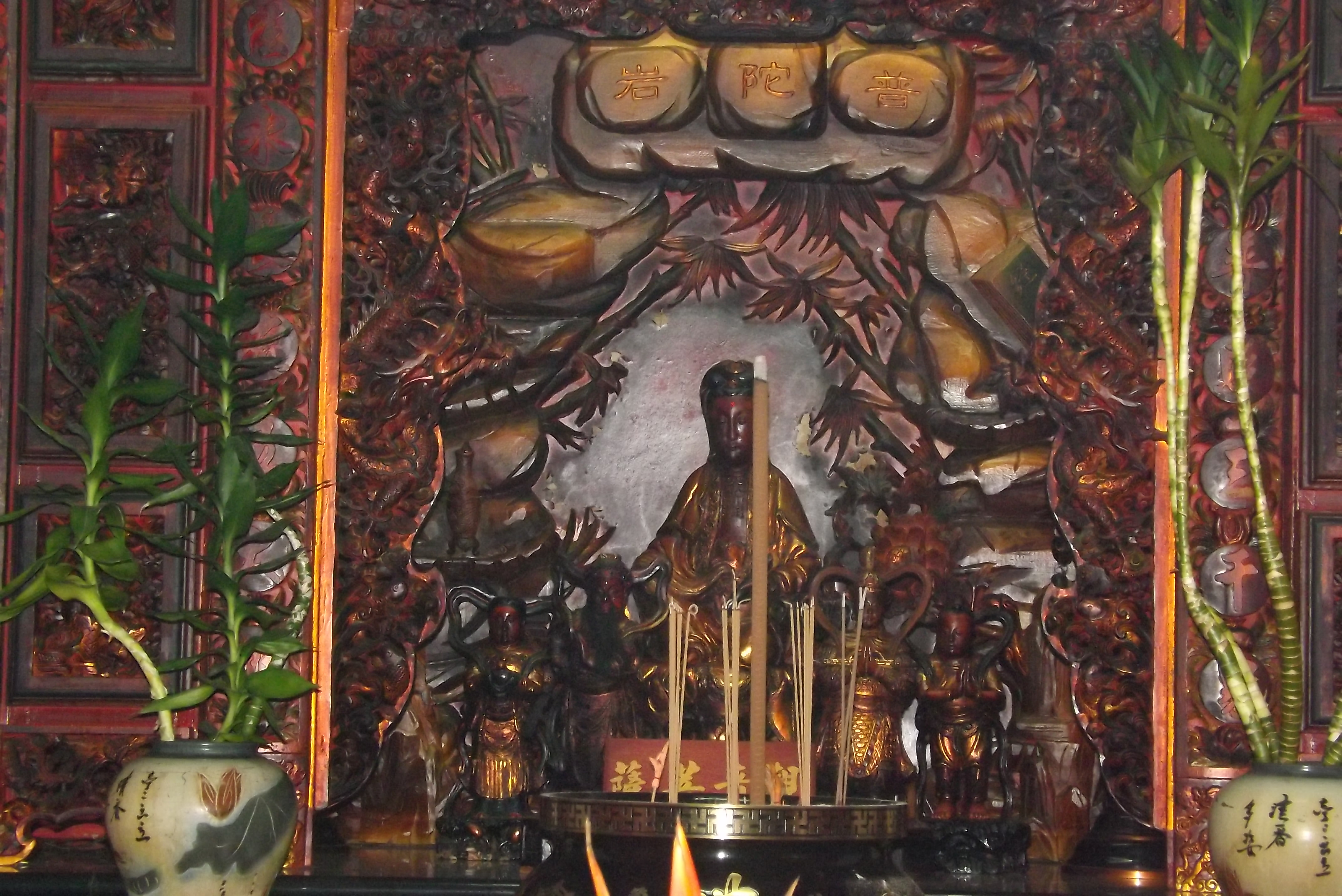
湧泉岩觀音菩薩
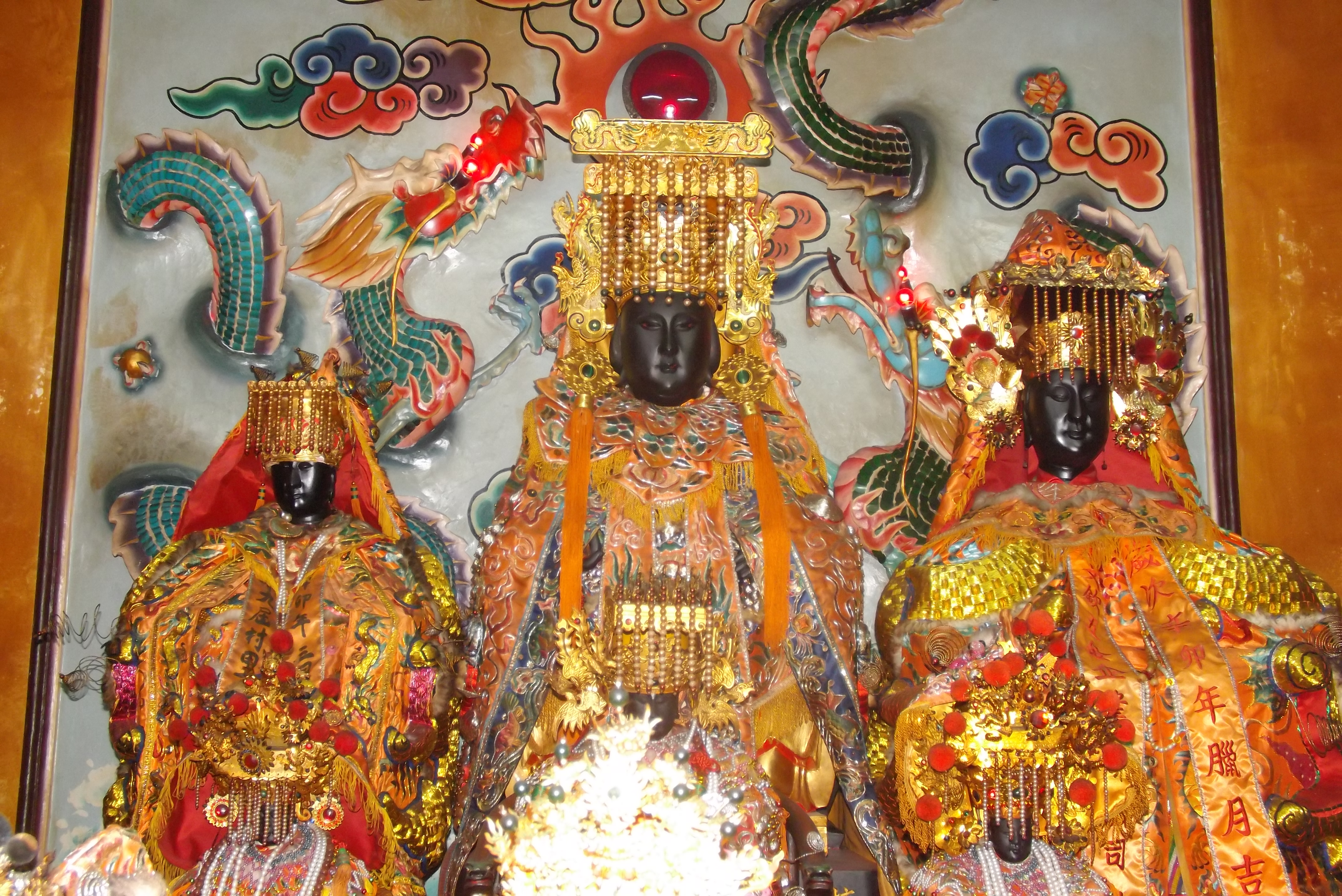
枋橋頭天上聖母